# Музей Геры
Городской музей Геры (нем. Stadtmuseum Gera) — музей в городе Гера, расположенный в самом центре города, на улице Хайнрихштрассе; в самом здании, построенном в 1724—1739 годах, до музея размещались госпиталь, сиротский приют, психиатрическая больница и тюрьма. Музей, впервые открытый в 1914 году, полностью сгорел во время Второй мировой войны; повторно открылся на старом месте в 1956 году.

## История и описание

### Первое открытие
На месте современного Городского музея Геры раньше располагалась больница Святой Марии (Мариенхошпиталь), впервые упоминавшаяся в документах 1445 года; здание госпиталя сгорело в 1639 году. Сиротский приют возник на этом месте в 1724—1739 годах; в подвале того же здания размещались тюремные камеры исправительного дома, в то время как на остальных этажа располагались комнаты для сирот и психически больных людей. В 1824 году приют был закрыт, а дети-сироты стали теперь размещаться в домах горожан среднего класса. Однако до 1886 года здание продолжало служил местом заключения и рабочим домом; затем отдельные квартиры в нём сдавались в аренду.
В 1878 году городские власти поддержали инициативу Иоганна Кристиана Зейделя — состоятельного горожанина, владевшего местной красильной фабрикой — по созданию общегородского музея. Коллекции нового музея формировалась постепенно: экспонаты добавлялись в отделы естествознания и истории культуры. Перед Первой мировой войной, 12 апреля 1914 года, состоялось открытие здания на улице Хайнрихштрассе; новое помещение позволило представить полную коллекция музея в доступной и современной форме: с этой целью в бывшем приюте была проведена обширная перепланировка интерьера, в ходе которой небольшие и узкие комнаты были расширены, став просторными выставочными залами.

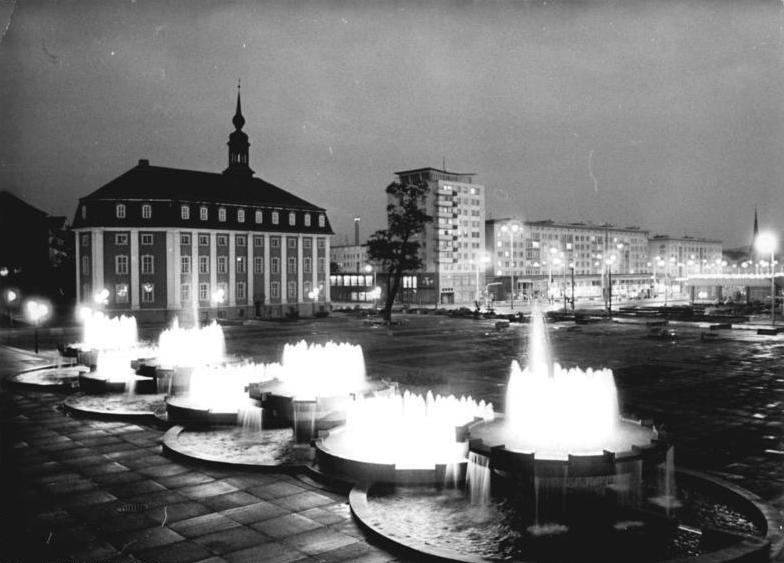
Площадь перед музеем Геры в июне 1982 года

### Вторая мировая и повторное открытие
Во время Второй мировой войны — после самой масштабной бомбардировки Геры, произошедшей 6 апреля 1945 года — здание полностью сгорело. Ввиду острой нехватки жилья во всём городе, администраций музея не могла рассчитывать на скорое восстановление своих помещений. Всё же в 1947 году музей временно получил в своё распоряжение здание по адресу улица Николайберг, дом 3 — это было сделано ввиду важности городского музея для школьного образования. После соответствующей перепланировки, в 1950 году здесь была открыта небольшая выставка по истории города. В период с 1951 по 1956 год постепенно открылся Музей естественной истории в доме Шрайбера, где также разместилась часть музейной коллекции.
Повторное открытие Городского музея Геры состоялось в 1956 году: коллекции по истории искусства и культуры вернулись в свое прежнее здание. С тех пор музей предоставляет своим посетителям возможность познакомиться с историей города, начиная с древнейших времён; экспонаты также рассказывают историю Восточной Тюрингии. Часть коллекции, посвящённая экономической жизни города, фокусируется на текстильном производстве региона, включая развитие современной промышленности и местных коммерческих предприятий. В XXI веке, одновременно со строительством по-соседству торгового центра «Elster-Forum», была проведена комплексная реконструкция здания музея, которая завершилась 20 мая 2005 года. Среди прочих изменений, вход в музей был перенесен с южной стороны на центральную улицу — туда, где он находился в начале XX века. Концепция выставок также претерпела изменение: теперь музей рассказывает и об истории города после 1945 года. Ежегодно музей принимает от 10 до 16 тысяч человек.